# Жас (Франция)
Жас (фр. Jasses) — коммуна во Франции, находится в регионе Аквитания. Департамент — Атлантические Пиренеи. Входит в состав кантона Кёр-де-Беарн. Округ коммуны — Олорон-Сент-Мари.
Код INSEE коммуны — 64281.

## География
Коммуна расположена приблизительно в 670 км к югу от Парижа, в 175 км южнее Бордо, в 31 км к западу от По.
На юго-западе коммуны протекает река Гав-д’Олорон.

### Климат
Климат тёплый океанический. Зима мягкая, средняя температура января — от +5°С до +13°С, температуры ниже −10 °C бывают редко. Снег выпадает около 15 дней в году с ноября по апрель. Максимальная температура летом порядка 20-30 °C, выше 35 °C бывает очень редко. Количество осадков высокое, порядка 1100 мм в год. Характерна безветренная погода, сильные ветры очень редки.

## Население
Население коммуны на 2010 год составляло 161 человек.
| 1962 | 1968 | 1975 | 1982 | 1990 | 1999 | 2010 |
| ---- | ---- | ---- | ---- | ---- | ---- | ---- |
| 197  | 170  | 215  | 184  | 144  | 137  | 161  |

## Администрация
| Период | Период | Фамилия       | Партия | Примечания |
| ------ | ------ | ------------- | ------ | ---------- |
| 1965   | 1983   | Анри Бонфон   |        |            |
| 1983   | 2001   | Альбер Суэс   |        |            |
| 2001   | 2014   | Бернар Гоалар |        |            |
| 2014   | 2020   | Катрин Бонфон |        |            |

## Экономика
В 2010 году среди 80 человек трудоспособного возраста (15-64 лет) 52 были экономически активными, 28 — неактивными (показатель активности — 65,0 %, в 1999 году было 72,1 %). Из 52 активных жителей работали 46 человек (25 мужчин и 21 женщина), безработных было 6 (2 мужчин и 4 женщины). Среди 28 неактивных 3 человека были учениками или студентами, 15 — пенсионерами, 10 были неактивными по другим причинам.

## Достопримечательности
- Церковь Св. Варфоломея (XIX век)[4]